# Jupiter Inlet Colony
Jupiter Inlet Colony város az USA Florida államában, Palm Beach megyében. Lakosainak száma 405 fő (2020. április 1.).

## Népesség
A település népességének változása:

| 2010 | 400 |
| 2020 | 405 |